# Кри-кри Коломбана

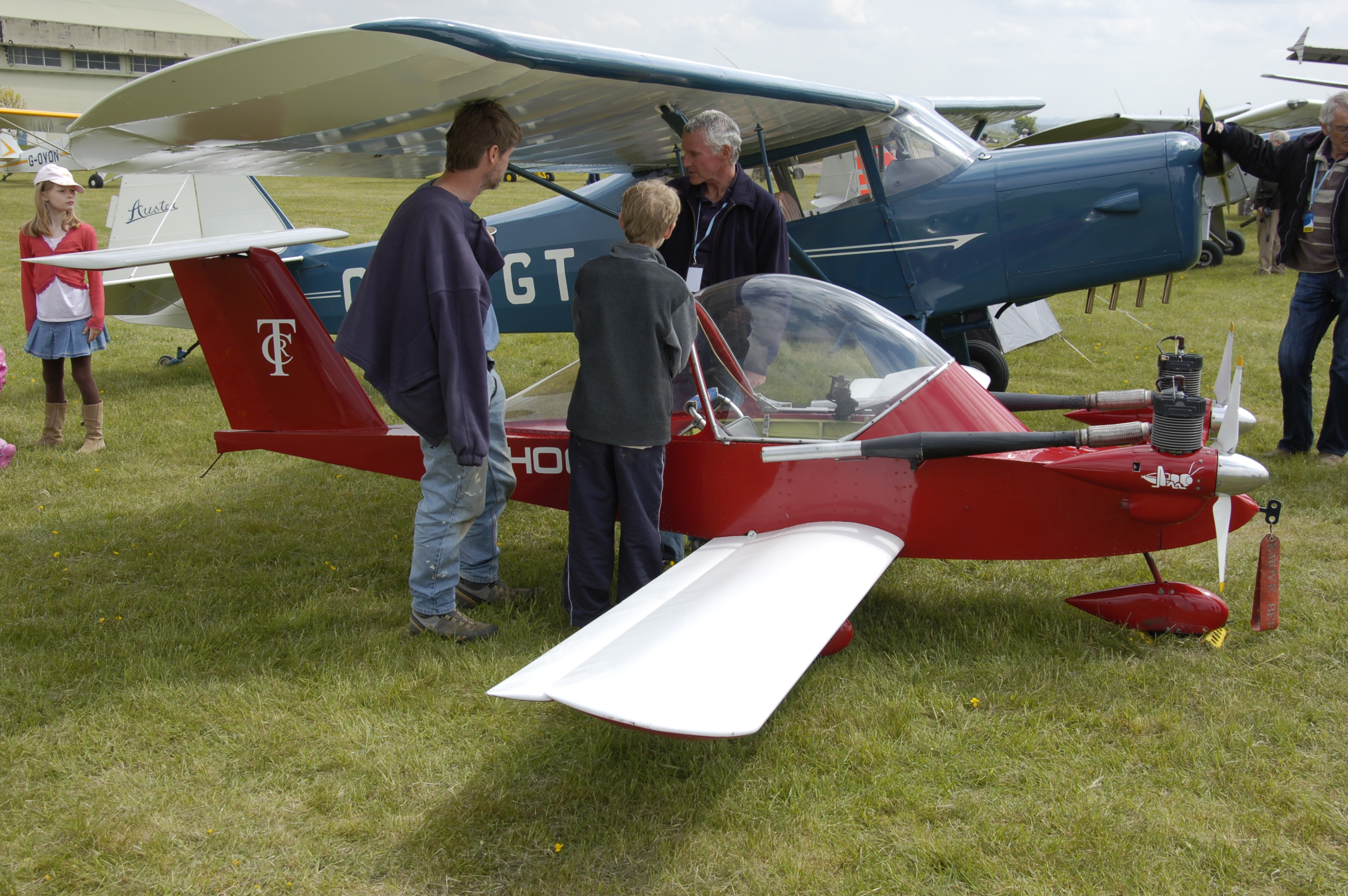
Cri-cri MC-15 Коломбана в Англии, 1984

Кри-кри Коломбана (фр. Colomban Cri-Cri) — самый маленький двухмоторный пилотируемый самолёт в мире, спроектированный в начале 1970-х годов французским авиационным инженером Мишелем Коломбаном.
Название Кри-Кри происходит от прозвища Кристины, одной из дочерей Коломбана. «Cri-cri» или «cricri» — так французы передают звук, издаваемый сверчками или цикадами, а также обиходное название самих насекомых.

## Проект и разработка
Коломбан спроектировал самолёт так, чтобы его было легко построить и летать на нём, а близость двух двигателей друг к другу, около центральной линии, означала, что им могли управлять пилоты, имеющие право управлять одномоторными самолётами, потому что даже при полном отказе с одним двигателем, без рук и ног, единственным последствием будет плавный поворот. Фонарь кабины был тщательно спроектирован так, чтобы в этой ситуации эффективно направлять поток воздуха на хвостовое оперение. Построенный по чертежам самолёт также был спроектирован таким образом, чтобы его можно было легко хранить в гараже и буксировать на прицепе, при этом сборка и разборка каждого занимала всего пять минут.
Первый полёт прототипа был совершен 19 июля 1973 года, и уже через несколько дней он доказал, что он прост в управлении и способен выполнять фигуры высшего пилотажа, выдерживая нагрузки до +10g и -5g. Он был оснащен двумя одноцилиндровыми двухтактными двигателями Rowena 6507J, каждый мощностью 6,7 кВт (9,1 л. с.) и массой 6.5 кг.

## Модификации
MC-10 Кри-Кри
Прототип и ранние образцы
MC-12 Кри-Кри
Модель с крейсерской скоростью 185 км/ч и дальностью полета 500 км
MC-15 Кри-Кри
Модель оснащена двумя двигателями JPX PUL 212 15 лошадиных сил (11 кВт).
MC-15 Кри-Кри Джет
Модель оснащена двумя турбореактивными двигателями PBS VB TJ20.

## Технические характеристики
- Экипаж: один человек
- Длина: 3,9 м
- Размах крыла: 4,9 м
- Площадь крыла: 3,1 м²
- Аэродинамическое крыло: Wortmann 21.7
- Вес пустого: 78 кг
- Максимальный взлетный вес: 170 кг
- Силовая установка: 2 × одноцилиндровых поршневых двигателя JPX PUL 212[англ.], 11 кВт (15 л. с.) каждый
- Пропеллеры: 2-лопастные
- Максимальная скорость: 220 км/ч
- Крейсерская скорость: 190 км/ч
- Дальность: 460 км
- Служебный потолок: 3700 м
- Прегрузки: +4.5 -2.5
- Скороподъёмность: 6,6 м/с
- Нагрузка на крыло: 55 кг/м²